# Agboville
 (novembre 2014).
 (avril 2019).
 (juin 2021).
Si vous disposez d'ouvrages ou d'articles de référence ou si vous connaissez des sites web de qualité traitant du thème abordé ici, merci de compléter l'article en donnant les références utiles à sa vérifiabilité et en les liant à la section « Notes et références ».
Agboville aussi appelée Agnéby, chef-lieu de la sous-préfecture et du département  de l'Agnéby, ainsi que de la région de l'Agnéby-Tiassa; est une ville située dans le Sud-Est de la Côte d'Ivoire. Elle compte 135 082 habitants en 2021 et est à 79 Km d'Abidjan. On y retrouve majoritairement des Abé, Krobou et Attiés, qui font partie du grand groupe Akan. Le maire actuel de la ville d'Agboville est N’cho Acho Albert,,,.

## Historique et géopolitique
Agboville est située à 79 km de route bitumée au nord de la capitale économique du pays, Abidjan.
Les ressources naturelles sont le bois, les cultures vivrières, le cacao, le café, l'or. Elle accueille des multinationales surtout grâce à la présence du chemin de fer Abidjan-Niger. Ses habitants sont en majorité de l'ethnie Abé et Krobou (un sous-groupe des Abés) et Attiés, qui font partie du grand groupe Akan, appartenant au groupe ashanti (présent au Ghana). L'abé est une variante du groupe linguistique Kwa. En dehors de ces peuples, les populations allogènes sont nombreux, faisant de la ville, une cité cosmopolite. En effet, Agboville est un Connecteur Économique Local à vocation agricole où prédomine le binôme café-cacao. C'est également une zone de production de la banane douce, qui est traversée par le chemin de fer Abidjan-Niger et l'autoroute du Nord sur près de 100 Km.
Les secteurs d'activités priorisés par les populations et le politique dans la région sont entre autres l'agriculture, l'agro-industrie, les ressources animales, l'industrie du bois et le tourisme.

## Histoire

### Histoire de la migration
(mai 2010).
Les Abés, originaires du Ghana, sont les descendants des Agoua que les Agnis Brafe N’Denié et Moronou auraient trouvé sur le chemin pendant leur exode vers la Côte d’Ivoire, entre le XVIIe et le XVIIIe siècle.
D'autres sources[Lesquelles ?] parlent d'un trajet du Bénin vers le Ghana puis la Côte d'Ivoire : « Le roi Behanzin envoya les Abès à la recherche de l'ivoire ; ceux-ci furent alors arrivés au Ghana pour la mission. Ils continuèrent enfin leur exode en Ivoire-de-Côte pour s'y installer définitivement. » L'onomastique des Abés, leur langue et leur culture sont proches de celles de leurs cousins Ashantis, Akans du Bénin et Togolais voisins.
Le premier ancêtre des Abés serait Kery-Kery. Après le règne de Kery-Kery, son fils Attobra lui succéda. Celui-ci fut, à son tour, remplacé par son fils Kouassan dont les successeurs furent Kery-Kery, Abobia et Akossou.
C’est pendant le règne d'Akossou que les Abés, menacés par leurs voisins, les Konogos et les Ashantis, décident de quitter le Ghana pour des terres paisibles. Leur exode fut conduit, probablement vers le XVIIIe siècle, par Patchibo, fils d’Akossou et de Nana Yah Abobia. Les Abés franchissent la Tanoé, puis le Comoé et s’arrêtèrent entre Adzopé et Agboville, où Patchibo créa le village Douda, appelé, aujourd’hui, Grand-Morié.
Poursuivant son chemin, Patchibo alla installer son peuple à une quinzaine de kilomètres de l’Agnéby pour créer le village Allahin, connu, aujourd’hui, sous le nom de Loviguié.
À partir de Douda et Allahin, les Abés repoussèrent les Attiés, leurs voisins de l’Est. C’est ce qui explique l’existence de villages Abés dans la sous-préfecture de Bingerville. Ils évoluèrent également vers l’Ouest, du côté du fleuve Bandama d'où la présence de plus de huit villages Abés dans la Sous-Préfecture de Tiassalé.
L'histoire raconte[Laquelle ?] également que d’autres Abés, partis du village de Douda, se seraient installés au-delà de Tiassalé pour former les Didas. Ce sous groupe Didas a passé une alliance indéniable, inamovible et immortelle dont la nature s'appelle toukpè qui veut dire alliance de paix. Ce qui expliquerait le souvenir de cette séparation ethnique.
Le département d’Agboville est peuplé de deux ethnies, les Abés et les Abés-Krobous. Cette population autochtone cohabite avec une population d’allogènes et d’étrangers de toutes nationalités. Il compte 104 villages avec une trentaine (30) de campements répartis entre cinq cantons, dont quatre : Morié, Abé-évé, Tchoffo, Khos, du groupe ethnique Abés et un canton Krobou, du groupe ethnique Krobou plus anciennement installé (12000 ans av. J.-C.)[réf. nécessaire], et un sixième groupe ethniquement séparé au milieu du XVIIIe siècle que sont les Didas.

### Époque coloniale
La révolte des Abés de 1910 (période de 1905 à 1918) est un des épisodes marquants de la résistance importante à la colonisation française dans la région, une des plus farouches et des plus éprouvantes pour les colons en particulier, à cause du tracé du chemin de fer Abidjan-Niger.
La répression est suivie d'une déportation punitive d'hommes non-libres dans des villages de libertés. La déportation, une doctrine coloniale : l'administration coloniale appliquait la doctrine de Gabriel Angoulvant, gouverneur du territoire jusqu'en 1915 : à la période de « pénétration pacifique » (1893-1908) succèdent le douloureux laminage des Abés, leur déportation au Congo-Brazzaville, en Centrafrique et dans d'autres pays d'Afrique centrale, puis « la pacification par la manière forte » (1908, 1910, 1915).
Agboville est l'une des rares villes créées par les colons, forcés de quitter le village d‘Erymakouguié à cause d'une épidémie de malaria. Rapidement, cette petite cité devient le principal poste militaire du canton Abé. La cité devient en 1916, le chef-lieu d'Agnéby et d'Adzopé.
Le Syndicat agricole africain (SAA) est créé à Agboville en 1944, précisément dans les campements agricoles d'Anoma sur la voie d'Agboville-Tiassalé. Il sera la base de création en 1946 du parti unique, le PDCI-RDA, par les pionniers Gabriel Dadié, Joseph Anoma et Félix Houphouët-Boigny (résidents), Houezzin Coulibaly, etc. Le docteur Ernest Boka († 1964), originaire d'Agboville, au retour de sa mission aux États-Unis, aura beaucoup inspiré Houphouët quant à la création et aux principes démocratiques d'un tel parti politique.

### Après l'indépendance
En 1964, Ernest Boka, homme politique très proche de Félix Houphouët-Boigny, meurt en détention. La région bascule durablement dans l'opposition au parti unique PDCI jusqu'à la législature du 11 décembre 2011 où la droite représentée par le Rassemblement des républicains de Côte d'Ivoire (RDR), PDCI-RDA, l'Union pour la démocratie et la paix en Côte d'Ivoire (UDPCI), Mouvement des forces d'Avenir (MFA), s'installe dans cette région et son chef-lieu ;
En 1971, le roi M'bassidjé François disparaît et la royauté est suspendue jusqu'à ce jour. En 1972, l'organisation de la première et dernière foire de l'Agnéby est marquée par une foudre inédite sur le président de l'assemblée nationale de l'époque, Philippe Yacé, représentant le président Houphouët.
En 1996, le président Henri Konan Bédié vient à Agboville inaugurer le mausolée d'Ernest Boka à Grand Morié.
En janvier 2003, la rébellion contre le régime de Gbagbo tente de s'emparer de la ville, mais le projet est mis en échec par la mobilisation des autochtones Abés et Attiés laissant de nombreuses pertes humaines. Le centre de la ville subit des destructions significatives. Le 2 octobre 2005, se tient la célébration nationale du front patriotique en présence du président de la république Laurent Gbagbo accompagné de Charles Blé Goudé (président du Congrès panafricain des jeunes patriotes).
En 2005, la multinationale COTIVO, usine de transformation du coton en divers vêtements GYN, WAX, etc., avec ses 2000 employés environ, subit de plein fouet les affres de la crise militaro-politique et cesse son activité, laquelle sera reprise au cours de l'année 2015. 
Le mois de décembre 2006 est marqué par le décès à Paris de Léonard Offoumou Yapo, vice-président mondial du scoutisme, et premier député-maire élu démocratiquement de la cité d'Agboville. En 2009, Gaston Boka Mené le dernier doyen en âge meurt. En août 2010, est célébrée le centenaire de la révolte des Abés de 1910. La même année (2010), Agboville reçoit la visite du président Gbagbo.
En novembre 2011, la région de l'Agneby ayant Agboville comme chef-lieu, devient région Agnéby-Tiassa et se détache politiquement d'Adzopé capitale de la nouvelle région des Attié, baptisée Région du Mê ou Messan. Les principales villes de l'Agnéby-Tiassa sont Agboville (chef-lieu de région), Tiassalé, Sikensi et Taabo (chefs-lieux de département).
En décembre 2011, Agboville bascule à droite en votant pour les partis RDR et PDCI-RDA coalisés au sein du RHDP. Et le ministre Adama Bictogo devient l'un des principaux porte-paroles des Abés à l'Assemblée nationale.
La caravane de la paix sillonnant le pays Abé en février 2012, Charles Konan Banny, ancien premier ministre et président de la  Commission dialogue, vérité et réconciliation a exhorté la population à s’inscrire résolument dans le processus de la réconciliation, gage d'une nation forte.
En mai 2015, a lieu une visite historique du président Alassane Ouattara à Agboville. Le président Alassane Ouattara a été fait chef supérieur Abé sous le nom de règne " Nanan Obodji Soboa II ", par les autorités traditionnelles d’Agboville.

## Organisation administrative
La population Abé est répartie sur cinq cantons : Morié, Tchoffo, Koss, Abè-Vé (ou Abè-éwè) et Krobou. Une sixième subdivision historiquement admise, inamovible et indéniable, est le sous-groupe ethniquement détaché au milieu de XVIIIe siècle appelé les Toupkès ou Didas.
Bénéficiant de la présence de la voie ferrée, Agboville devient très vite une importante place économique car toutes les charges coloniales y étaient regroupées. En 1953, Agboville devient commune de moyen exercice.

## Politique et administration

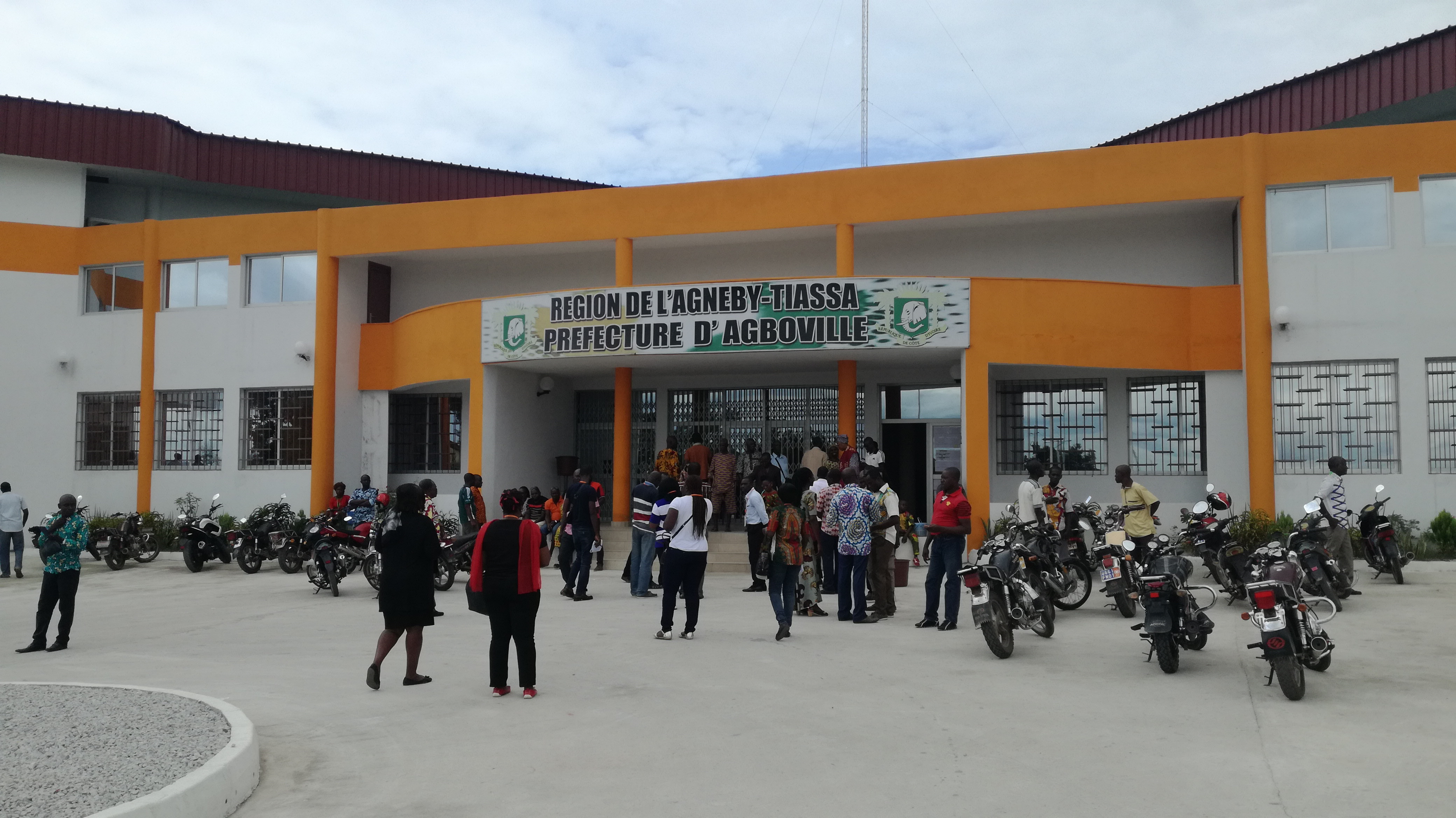
Esplanade de la préfecture d'Agboville, en 2017

À l'indépendance en 1961, elle devient sous-préfecture puis préfecture en 1968. En 1975 puis 1980, deux nouvelles sous-préfectures sont créées : Rubino et celle d'Azaguié, ville d'où est issu Mamadou Koulibaly président de l'Assemblée Nationale de Côte d'Ivoire de 2000 à janvier 2012. En 2005, la sous préfecture de Grand Morié et de nouvelles communes rurales sont décrétées par l'État.
En 1980, la ville est érigée en commune de plein exercice avec pour premier maire élu, Léonard Offoumou Yapo. En 1985, les villes de Rubino et d'Azaguié sont également érigées en commune. En 1997, lors de la tournée présidentielle effectuée par le président d'alors Henri Konan Bédié, d'autres localités furent érigées en sous-préfectures : Grand-Morié, Céchi et Oress-Krobou.
Une loi de 1978 a institué 27 communes de plein exercice sur le territoire du pays. En 2012, 197 communes reconnues par le gouvernement Ouattara.
| Date d'élection | Identité           | Parti                                                          | Qualité                      | Statut                                                |
| --------------- | ------------------ | -------------------------------------------------------------- | ---------------------------- | ----------------------------------------------------- |
| 2001            | Raymond N'Dori     | FPI                                                            | Cardiologue, homme politique | élu                                                   |
| 21 avril 2013   | Martin M'Bolo      | Indépendant                                                    | Opérateur économique         | élu, président de la région Agnéby-Tiassa             |
| 13 octobre 2018 | Dimba N'Gou Pierre | Rassemblement des Houphouëtistes pour la Démocratie et la Paix | DG de L'AGEROUTE             | élu, Président du Conseil Régional de l'Agnéby-Tiassa |

| Date d'élection                         | Identité              | Parti       | Qualité                           |
| --------------------------------------- | --------------------- | ----------- | --------------------------------- |
| 1980                                    | Léonard Offoumou Yapo | PDCI-RDA    | Enseignant, Cadre politique       |
| 1980-1985                               | Léonard Offoumou Yapo | PDCI-RDA    | Enseignant                        |
| 1985-1990 (mandat inachevé)             | Denis Ossey Gnassou   | PDCI-RDA    | Homme politique                   |
| 1995-1997 (mandat inachevé)             | Nicolas Kouandi Angba | PDCI-RDA    | Economiste (Ministre du Commerce) |
| 1997-2001 (achève le mandat de KOUANDI) | Frédéric Aké Mbo      | PDCI-RDA    | Enseignant                        |
| 2001                                    | Claude Assamoi        | Indépendant | Pharmacien                        |
| depuis le 21 avril 2013                 | Albert Acho N'Cho     | RHDP        | Colonel des douanes               |

## Représentation politique et députation
| Date d'élection                 | Identité              | Parti                       | Qualité                            |
| ------------------------------- | --------------------- | --------------------------- | ---------------------------------- |
| 1960-1980                       | Gaston Boka-Mené      | PDCI-RDA (membre fondateur) | médecin                            |
| 1975-1980, 1980-1985, 1990-1995 | Léonard Offoumou Yapo | PDCI-RDA                    | professeur, principal de collège   |
| 1985-1990 (mandat inachevé)     | Denis Ossey Gnassou   | PDCI-RDA                    | pilote, conseiller à la présidence |
| 2001                            | Daniel Akpindé        | FPI                         | enseignant de CAFOP                |
| 2011-2016                       | Adama Bictogo         | RDR                         | opérateur économique               |
| Depuis 2016                     | Adama Bictogo         | RDR                         | opérateur économique               |

- Nombre national de sièges en décembre 2011 : 254
- Nombre régional de sièges : 8 dont département d'Agboville = 4 ; département de Tiassalé = 2 ;  département de Sikensi = 1 ; département de Taabo = 1.

## Démographie
La population d'Agboville comptait 95 093 habitants selon le dernier recensement en 2014, ce qui en fait la plus grande ville proche d'Abidjan.
Les populations autochtones sont les Abés quasi majoritaires et les Krobous, tous du groupe Akan, des lagunaires de tradition patrilinéaire. Outre ces populations, Agboville compte de nombreux allogènes qui font de la ville une cité cosmopolite.
Le département, d'une superficie de 3 850 km2, selon le dernier recensement en 2014, comptait 292 109 habitants.
| 1975   | 1988  | Est. 2010 | 2021    |
| ------ | ----- | --------- | ------- |
| 26 914 | 46359 | 78 100    | 135 082 |

## Éducation
Plusieurs établissements scolaires sont présents à Agboville : quatre établissements d'enseignement primaire public (Obodjikro, Cotivo, Artisanal et Plateau), quatre établissements scolaires d'enseignement secondaire publics (le lycée Moderne, le collège Moderne et le Centre de Formation et d'Apprentissage des métiers féminins) ainsi que cinq établissements scolaires d'enseignement secondaire privés (le lycée moderne Eyemon Niangoran Michel, le lycée Jacques Aka, l'Institut Nakoi, le collège Moderne EDEN et le collège Daouda Coulibaly).

## Religion
Agboville est le siège d'un évêché catholique créé le 14 octobre 2006.
La religion dominante est le christianisme.

## Personnalités liées à la commune
- M'bassidjé François, dernier roi, régna de 1944 jusqu'à l'indépendance de la Côte d'Ivoire, et jusqu'en 1971, date de son décès ;
- Gaston Boka Mené, ancien élève de Gorée au Sénégal, médecin de profession, membre fondateur du PDCI-RDA et député élu de 1960 à 1980. Il est l'un des membres fondateurs du Parti démocratique de Côte d'Ivoire. Ce doyen témoin de l'histoire de la cité s'éteint à plus 100 ans en 2009 ;
- Ernest Boka, est un homme politique ivoirien né en 1927, avocat, l'un des premiers docteurs en droit et polyglotte (dont le français, l'anglais, le russe, l'arabe, le portugais, l'espagnol). Il fut recruté par le cabinet d'avocats de François Mitterrand. Il fut aussi membre du cabinet du gouverneur colonial, et ministre en 1957. En sa qualité de ministre, entre 1960-1964, il crée les Collèges d'enseignement général CEG, le Lycée Classique d'Abidjan et d'autres, l'école normale d'administration ENA, la  cour suprême pour la jeune république. Président de la cour suprême de Côte d'Ivoire. Il est tragiquement mort en 1964, en détention dans des circonstances non élucidées[20] ;
- Léonard Offoumou Yapo, né dans le village d'Attobrou en 1923, homme politique ivoirien ;
- Laurent Gbagbo débuta ses études à l'école primaire publique Plateau à Agboville où son père exerçait sa profession ;
- Pépito Elhorga, joueur de rugby à XV en France, est né à Agboville ;
- Denis Ossey Gnassou, homme politique centrafricain d'origine ivoirienne plus précisément d'ethnie abé, fut ministre d'État et conseiller spécial du président François Bozizé au pays de l'empereur Bokassa Ier. Il fut député-maire élu dans la cité en 1985 mais aussi conseiller dans l'ère Félix Houphouët-Boigny ;
- Mamadou Koulibaly, natif et originaire du village d'Azaguié, fut président de l'assemblée nationale, est un homme politique et fondateur du parti LIDER ;
- Adama Dahico, citoyen d’honneur de la commune d’Agboville en septembre 2005 ;
- Laurent Pokou, ex-footballeur international (club de [Rennes] ...) Footballeur ivoirien, il monte par deux fois sur le podium du Ballon d'or africain, en 1970 et 1973. Il décède le 13 novembre 2016 à 69 ans ;
- Bernard Claude Assamoi, ingénieur financier de formation, consultant formateur en Audit interne et marchés des capitaux. Membre de l'union francophone des auditeurs internes (UFAI), membre de l'institut des auditeurs internes de Côte d'ivoire. Auteur des livres "Mise en place d'un dispositif référentiel du contrôle interne" et "l'origine des Abbey". Membre fondateur de la Fédération Estudiantine et Scolaire de Côte d'ivoire (FESCI), membre fondateur de la jeunesse du front populaire Ivoirien (JFPI),1er secrétaire Fédéral élu de la JFPI d'Agboville, 1er vice-président du Front Patriotique Révolutionnaire. Candidat malchanceux aux élections législatives passées du 06 mars 2021. Ex-Secrétaire général et vice-président de la mutuelle de Grand-Morié. Membre du comité central du PPA-CI pour le compte de cellule des fonctionnaires et agents de l'état militants du PPA-CI, 2ème vice-président exécutif de la CAE-PPA-CI ; Actuel vice-président du Cri-Pafricain,en charge de la vie du parti et de la stratégie ;

- Aspro Bernard : Bernard Assovié alias Aspro Bernard du nom commercial d'un médicament américain associé au chanteur pour la publicité pendant des dizaines d'années. Aspro Bernard est un artiste, compositeur, chanteur, guitariste de renom de la promotion des artistes comme Amédée Pierre, Mamadou Doumbiya, Okon Séka Athanase qui ont marqué la chanson ivoirienne et africaine. L'artiste s'est éteint à 78 ans ;
- Seigneur Ekissi Pierre, artiste, compositeur, chanteur avec sa chanson 900 kg d'amour, devint le deuxième pionnier artiste abbey après Aspro Bernard. Natif d'Agboville (précisément de Loviguié), il s’est forgé dès l’âge de quinze ans une personnalité d’artiste musicien et lead vocal au sein de l’orchestre Agnéby Jazz de Aspro Bernard dans lequel il se produisit jusqu'en 1960. Invitations, voyages et autres tournées en Afrique et à travers le monde ont permis à l’artiste de se frotter à des sommités musicales tels que James Brown, les Jackson Five, Johnny Hallyday, Elvis Presley, les Beatles, Manu Dibango, Le Seigneur Rochereau, Miriam Makeba, G. G. Vickey, feu Mamadou Doumbia et feu Amédée Pierre. Lors d’une de ses prestations sur les Champs-Élysées, l’épouse du Président français Georges Pompidou a dû esquisser des pas de danse. Avec l’orchestre « rythmes d’Agboville » il glana des lauriers, avec un sac-cadeau du feu le Président Amani Diori du Niger. C'est avec une pluie d'hommages que ce dernier dinosaure de la musique moderne afroivoirienne, « Seigneur » Ekissi Pierre meurt le 5 juin 2011 à 85 ans ;
- Nayanka Bell, artiste compositrice, est ivoirienne d'ethnie Abbey et née à Danané : une des belles voix d'Afrique ;
- Joelle Séka alias Joèlle C, de son vrai nom Joèlle Yaba Séka, est une artiste chanteuse ivoirienne de la grande famille d'artistes dont Marcellin Okoi et Okoi Séka Athanase. Dotée d'un don vocal exceptionnel de son temps, Joèlle C. est partie très tôt à 37 ans de vie en emportant avec elle toute sa voix d'or qui a longtemps émerveillé les radios et télévisions africaines dans les années 2000. Joèlle C. laisse derrière elle, un vide musical de son genre en Afrique ;
- Alice Dekessa : née à Agboville en Côte d’Ivoire, Alice Dekessa est d'ethnie wobé. Elle cultive et chante le mapouka contrôlé né du mapouka originel, lequel donne naissance au mapouka nouveau anglophone de Saint-Martin. Elle vit en France depuis l’âge de 17 ans ;
- Hortense Aka-Anghui (1933-2017), femme politique, y est née.

## Grandes organisations coopératives
- COOPARA : Coopérative Régionale de l'Agnéby-Tiassa
- COMAG : Coopérative moderne d'Agboville
- 3CA : Coopérative café-cacao d'Agboville

## Sports
Les compétitions sportives se déroulent exclusivement au chef-lieu du département, les autres localités ne disposant d'aucune infrastructure dédiée : la ville dispose de 2 clubs de football, l'Agnéby sports d'Agboville relégué en D3, qui évolue en MTN Ligue 2 et le Asafa d’Agboville, qui évolue en Championnat de Division Régionale, équivalent d'une « 4e division » . Comme dans la plupart des villes du pays, il est organisé, de façon informelle, des tournois de football à 7 joueurs qui, très populaires en Côte d'Ivoire, sont dénommés Maracanas.

## Démocratie locale et associations
- L'A.R.A.F : Association des Ressortissants d'Agboville née en France, est l'un des principaux mouvements valorisant la culture Akan à Paris et en Europe ;
- L'A.D.L.D : l'Agnéby pour la Démocratie, la Liberté et le Développement est une association de brassage multiethnique et d'émergence pour la promotion démocratique et la relance économique de la région. Elle est née en France, année 2011 ;
- L'AGEEA : Amicale Générale des Élèves et Étudiants d'Agboville est une fédération des associations estudiantines du département œuvrant à l'union et à la cohésion des fils d'agboville en vue du développement ;
- L'association ADRHI-CI pour la formation professionnelle, le développement de l'Informatique, l'Internet et des technologies numériques, créée en France, siège autonome basé en Agboville, est active depuis 2004 ;
- La fondation M'BOLO, du nom du député Martin M'bolo pour la santé ;
- A.D.I : Association de Développement local d'Agboville, actions sociales et caritatives.

## Départements, sous-préfectures et communes rattachés
- Département de Tiassalé vers l'ouest ;
- Département de Sikensi vers le sud-ouest ;
- Département de Taabo vers l'ouest ;
- Azaguié vers le sud ;
- Rubino et Céchi vers le nord ;
- Morokro vers l'ouest ;
- N'douci et Gomon vers le sud-ouest ;
- Grand-morié et Attobrou vers l'est ;
- Oress-krobou  et Guessigué  vers le sud ;
- Binao-Boussoue et Lapou vers le sud-ouest.

## Appartenance au district des Lagunes
Elle est composée de trois régions lagunaires :
- L'Agnéby-tiassa ;
- Les Grands-Ponts ;
- La Mê ou La Messan.

## Principales villes environnantes
- Abidjan vers le sud à 79 km ;
- Adzopé vers l'est ;
- Tiassalé vers l'ouest ;
- Taabo vers l'ouest ;
- Toumodi au nord ;
- Abidjan au sud ;
- Sikensi vers l'Ouest ;
- Afféry vers l'Est.

## Prononciation / phonique en abé
Agboville se dit en langue abé « Ogboba », c'est-à-dire sur la rive du fleuve Ogba (le fleuve Agneby étant Ogbo ou Agbo, et ba  la rive, la zone à côté du fleuve).